# Bill Milner
William Henry "Bill" Milner (Surrey, 4 de março de 1995) é um ator inglês. É mais conhecido por seu papel de Will Proudfoot em Son of Rambow.

## Filmografia

### Filme
| Ano  | Título                    | Papel          |
| ---- | ------------------------- | -------------- |
| 2007 | Son of Rambow             | Will Proudfoot |
| 2007 | Who Killed Mrs De Ropp?   | Nicholas       |
| 2007 | My Boy Jack               | Peter Carter   |
| 2008 | Is Anybody There?         | Edward         |
| 2010 | Sex & Drugs & Rock & Roll | Baxter Dury    |
| 2011 | X-Men: First Class        | Erik (jovem)   |
| 2012 | Broken                    | Jed            |
| 2014 | Locke                     | Sean (voz)     |
| 2017 | iBoy                      | Tom            |

### Curta-metragem
| Ano  | Título           | Papel       |
| ---- | ---------------- | ----------- |
| 2008 | Pop Art          | Toby Warner |
| 2010 | Disco            | Danny       |
| 2013 | Heart of Nowhere | Max         |

## Televisão
| Ano  | Título                      | Papel              | Nota                      |
| ---- | --------------------------- | ------------------ | ------------------------- |
| 2008 | School of Comedy            | Vários personagens | (episódios desconhecidos) |
| 2009 | Skellig: The Owl Man        | Michael            |                           |
| 2012 | The Secret of Crickley Hall | Maurice            |                           |
| 2014 | The Job Lot                 | Michael Jennings   | (1 episódio)              |
| 2014 | The 7.39                    | Adam Matthews      | Telefilme                 |